# Kapalua
Kapalua est une localité du Comté de Maui dans l'état américain d'Hawaï.
Depuis le village on a une vue sur l'île de Molokai et de Lanai.
Un petit aéroport a été construit à proximité : Kapalua Airport (en).

## Démographie
| 2000 | 2010 | - | - | - | - |
| ---- | ---- | - | - | - | - |
| 471  | 353  | - | - | - | - |